# 琅琊王歌辞
琅琊王歌辭，北朝乐府民歌篇名，收录在《乐府诗集》卷二十五，属《梁鼓角橫吹曲》。
《古今乐录》中记载“《琅玡王歌》，八曲。或云‘阴凉’（第六曲）下又有二句云‘盛冬十一月，就女觅冻浆。’最后（第八曲）云:‘谁能骑此马，唯有广平公。’”广平公是后秦姚弼，姚兴之子，姚泓之弟。《乐府诗集》所收《琅琊王歌辞》共八首，内容大多反映北方尚武之风。其第一首描写武士对五尺刀的感情甚于对十五岁妙龄少女的爱慕，反衬出爱刀勇士的豪迈气概。第八首从快马难以驾驭入笔，运用烘云托月手法，写出骑士的骁勇威武。
|  | 新買五尺刀，懸著中梁柱。一日三摩娑，劇於十五女。 琅琊復琅琊，琅琊大道王。陽春二三月，單衫繡裲襠。 東山看西水，水流盤石間。公死姥更嫁，孤兒甚可憐。 琅琊復琅琊，琅琊大道王。鹿鳴思長草，愁人思故鄉。 長安十二門，光門最妍雅。渭水從壟來，浮遊渭橋下。 琅琊復琅琊，女郎大道王。孟陽三四月，移鋪逐陰涼。 客行依主人，願得主人強。猛虎依深山，原得松柏長。 懀馬高纏鬃，遙知身是龍。誰能騎此馬，唯有廣平公。 |